# Vosí hnízdo (vánoční cukroví)
Vosí hnízdo (správně také nazývané včelí úl či úlek – podle tvaru slámové košnice, ve které se dříve chovaly včely) je druh nepečeného vánočního cukroví, tvořený z kakaového těsta, náplně a kulatého piškotu, který slouží jako podstava. Vyrábí se za pomoci speciální formy, která má obvykle tvar prstencového kužele se stupňovitým zmenšováním směrem ke špičce (velikost či stupeň zakřivení jednotlivých formiček se liší podle výrobce).

## Příprava

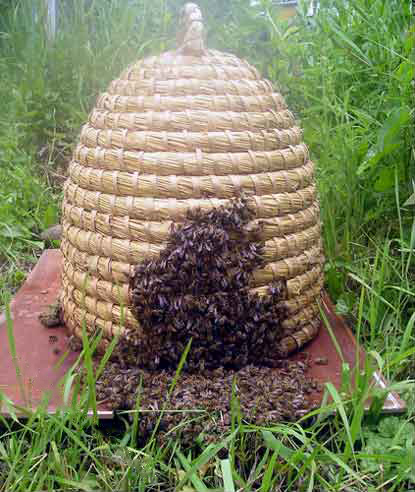
Slaměná košnice, jejíž tvar cukroví připomíná

Cukrovinka se vyrábí z těsta tvořeného rozdrcenými piškoty či sušenkami, které se smíchají s máslem a kakaem. Těsto se tvaruje pomocí formičky vysypané moučkovým cukrem. Po vyplnění formičky hmotou se uprostřed vytvoří otvor (prstem či pomocí rukojeti vařečky), který se plní krémem (nejčastěji s likérovou příchutí – typicky se pro tento účel využívá tzv. tuzemák). K ústí otvoru se pomocí náplně nalepí  piškot a poté se cukroví z formy vyklepne (případně existují i otevírací formičky). Formy se dají koupit v obchodech s domácími potřebami, dnes jsou nejčastěji umělohmotné. Příprava těsta i náplně se liší rodina od rodiny, například existuje varianta těsta obsahující vaječný bílek, strouhané vlašské ořechy a moučkový cukr.